# Camponotus championi
Camponotus championi es una especie de hormiga del género Camponotus, tribu Camponotini. Fue descrita científicamente por Forel en 1899.
Se distribuye por Costa Rica, México y Panamá. Se ha encontrado a elevaciones de hasta 1280 metros. Vive en microhábitats como la vegetación baja y troncos de árboles.